# Pterolophia subtubericollis
Pterolophia subtubericollis là một loài bọ cánh cứng trong họ Cerambycidae.